# Louis-Frédéric Ménabréa
Pour les articles homonymes, voir Menabrea.
Le général comte Louis-Frédéric Ménabréa (en italien Luigi Federico Menabrea), né le 4 septembre 1809 et mort à Saint-Cassin le 24 mai 1896, premier marquis de Valdora (ou Val Dora), était un diplomate et homme d'État italien.
Il eut également une carrière reconnue comme mathématicien et ingénieur militaire. Il est l’un des fondateurs de l’école moderne de géométrie différentielle italienne. En théorie mathématique de l'élasticité, son nom reste attaché au théorème de l'énergie complémentaire, qui caractérise un solide en équilibre.

## Biographie

### Origines et famille
Louis-Frédéric Ménabréa naît le 4 septembre 1809, dans une famille francophone,,, dans la maison familiale dite château du Lambert, à Bassens, dans la banlieue de Chambéry. Il est le fils d'Octave Ménabréa et de Marguerite Pillet,. Son père est avocat, mais il s'engage contre les révolutionnaires français comme commandant de la Garde nationale de Châtillon, s'opposant notamment aux troupes françaises, en 1801,. Il se réfugie, à la suite de la seconde insurrection anti-jacobine des « Socques », en Savoie et s'installe à Chambéry. Les Ménabréa, parfois écrit sous la forme Ménèbre et Ménabréaz, sont originaires de Verrès, où son grand-père, Georges Ménabréa, est notaire. Sa mère, Marguerite, est la fille du docteur Amédée Pillet, issu d'une famille de notables savoyards,. Les deux familles possèdent une tradition catholique marquée dont il sera l'héritier.
Il est le frère cadet de Léon (1804-1857), qui effectue une carrière de magistrat et de poète en Savoie, et de Maria-Élisa, qui épouse le comte Gaspard Brunet, intendant général à Gênes et député de la Savoie,.
Louis-Frédéric Ménabréa épouse Carlotta Richetta di Valgoria. Ils ont trois enfants, deux garçons, Octave et Charles, ainsi qu'une fille.

### Enfance et études
Il passe son enfance entre la demeure de Chambéry et la maison de campagne de Bassens,.
Membre de la société bourgeoise de l'ancienne capitale du duché de Savoie, il entre à l'âge de 8 ans au Collège Royal de la ville, dirigé par les Jésuites,, où il est externe. Il reçoit notamment les enseignements de l'abbé Louis Rendu, professeur de physique et futur évêque d'Annecy, qui l'initie aux sciences, et de Georges-Marie Raymond, professeur d'histoire-géographie. Le duché ne disposant pas d'une institution universitaire, âgé de 18 ans, il part pour Turin et intègre la Faculté en mathématiques,. Il semble surmonter assez facilement son handicap de ne pas parler l'italien. Comme le souligne le professeur Paul Guichonnet : « C'est dans sa langue maternelle que Ménabréa publia ses travaux scientifiques et que, jusqu'à la cession de la Savoie à la France, il prendra la parole à la Chambre des Députés ».
Il suit notamment les cours du professeur de mathématiques Giovanni Antonio Amedeo Plana, issu de la tradition de l'École polytechnique. Le professeur Plana remarque assez rapidement le jeune Ménabréa. Il fréquente notamment lors de son séjour turinois d'autres savoyards dont Jean-François Borson, futur général et qui fera l'éloge de son ancien camarade devant l'Assemblée de l'Académie des sciences, belles-lettres et arts de Savoie dans les séances des 6 juillet et 6 août 1896.
Au bout de quatre années, il obtient le 30 juin 1832 sa licence en hydraulique, puis l'année suivante celle en génie civil,. Devenu ingénieur, il intègre le corps royal du génie militaire, à la suite d'une loi rendant possible le passage des diplômés de l'enseignement supérieur aux armes. Il reçoit le 20 mars 1833, le brevet royal de lieutenant.

### Début de carrière d'un militaire, enseignant et chercheur
Devenu ingénieur militaire, sa première affectation l'amène en Vallée d'Aoste, au fort de Bard. Il succède à Camillo Cavour, acteur majeur de l'unité italienne, qui vient de quitter l'armée. Après passé des thèses, avec pour directeur le professeur Plana, il devient « docteur collégié », au cours de l'année 1835 à la Faculté de Turin. Il enseigne également à l’École militaire de Turin et à l' École d'application d'artillerie et du génie.
Par ses écrits et son enseignement, il fait connaître les travaux de Charles Babbage sur le calcul automatique et ceux de Castigliano sur la résolution des structures élastiques. Toutefois, concernant ce dernier sujet, une polémique s’est élevée du vivant même de Menabrea, celui-ci s’étant approprié l’énoncé du théorème de Castigliano, décédé prématurément. Il s'agit d'une application du principe de moindre action aux réseaux de poutres, dont il publia l'énoncé dans les Comptes-rendus de l'Académie des Sciences sous le titre de « Nouveau principe sur la distribution des tensions dans les systèmes élastiques ». En 1868, il fit paraître une démonstration de ce principe dans un article intitulé « Études de Statique Physique – Principe général pour déterminer les pressions et les tensions dans un système élastique » et deux ans plus tard, s'appuyant sur la mécanique analytique de Lagrange, il donna avec Joseph Bertrand la première preuve complète de cet énoncé. Aujourd’hui, l’appellation théorème de Menabrea est réservée à la formulation par l’énergie complémentaire, qui permet de calculer les forces dans une structure hyperstatique.
Le 30 décembre 1843, par lettres de noblesse du roi Charles-Albert de Sardaigne, il est anobli avec son frère. Le roi lui accorde la qualité de « nobil uomo » en 1844.
L'avancement étant relativement lent dans l'armée sarde, il ne devient capitaine qu'en 1846, à l'âge de 37 ans. Au cours de cette période de paix en Europe, il est plus professeur qu'officier.

### Homme politique

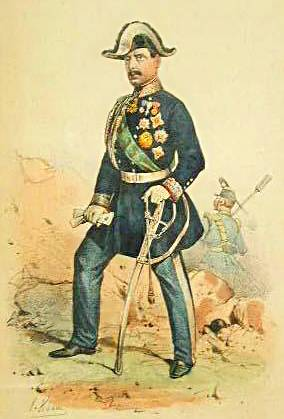
Le général Menabrea dans une lithographie de 1861

Louis-Frédéric Ménabréa s'engage en politique et est élu à la Chambre des députés du parlement du royaume de Sardaigne à Turin. Il devient représentant du collège de Saint-Jean-de-Maurienne pour les IIe (janvier 1849), IIIe (juillet 1849), IVe (décembre 1849), Ve (décembre 1853) et VIe législatures (novembre 1857). Député libéral, il siège cependant aux côtés du démocrate Lorenzo Valerio en 1848, puis avec les conservateurs avant d'opter en 1860 pour l'Italie.
Lorsque la Savoie est réunie à la France, en 1860, il fait le choix de devenir sarde, puis italien,, comme quelques compatriotes (Louis Pelloux, Germain Sommeiller), « par attachement au libéralisme cavourien ou par souci de préserver [une] carrière ».
Il devient ministre de la Marine (1861 – 62), puis ministre des Travaux publics (1862 – 64). En 1867, il devient président du Conseil puis reconstitue un cabinet en 1869 avant de quitter cette fonction la même année.
Louis-Frédéric Ménabréa présente sa démission le 23 novembre 1869.

### Carrière diplomatique
Avec cette démission, Louis-Frédéric Ménabréa ne retrouve pas la charge de Premier aide de camp du roi qu'il occupait ; il n'a pas davantage d’affectation militaire : il redevient donc sénateur.
La capitale du royaume est transférée de Florence à Rome, le 3 février 1871, après la prise de celle-ci 5 mois auparavant. Le sénateur Ménabréa y vote la Loi des Garanties.
Déjà anobli en 1843, il est fait marquis de Valdora (ou Val Dora) par le roi, le 10 décembre 1875. Le roi rappelle ainsi que dans sa carrière d'ingénieur, il avait fortifié la ligne de la Doire (en Piémont), en 1859,.
Le cabinet de Marco Minghetti, le choisit, peu avant sa fin, pour devenir l'ambassadeur au Royaume-Uni, en avril 1876. Il reste en poste pendant plus de six années. Il termine sa carrière comme ambassadeur d'Italie à Paris de 1882 à 1892 où il succède au général démissionnaire Enrico Cialdini.
Le 11 novembre 1882, il devient ambassadeur d'Italie en France. Il doit gérer ainsi l'entente entre Paris et Rome dans un contexte de tensions tant économique que politique, notamment en lien avec la création de l'alliance entre l'Allemagne, l'Autriche et le royaume d'Italie, dite Triplice. Son poste se termine en février 1891.
Son second fils, Charles, attaché honoraire à l'ambassade d'Italie à Paris, afin de pouvoir divorcer de son épouse infidèle, se fait naturaliser français, puisque la procédure n'existe pas en Italie. Son père s'en trouve affecté et l'affaire est exploitée dans un contexte de scandales de corruption. Il semble que le roi soit intervenu pour qu'on le laisse terminer sa mission à Paris.

### Scandale et retour en Savoie
Louis-Frédéric Ménabréa se trouve compromis par ses participations dans une compagnie liée à Cornelius Herz, impliqué dans le scandale de Panama. D'ailleurs, il semble que le vieux diplomate ait également été en affaires avec Herz d'après Giovanni Giolitti. Selon ce dernier, le comte Ménabréa aurait joué un rôle dans la décoration de Herz de l'ordre des Saints-Maurice-et-Lazare (promotion qui sera par la suite annulée) et qu'il lui aurait vendu une propriété qu'il possédait à Tresserve, sur les bords du lac du Bourget. Ces accusations se diffusent dans la presse et le général Ménabréa demande à ce qu'une enquête soit diligentée afin de clarifier la situation. La presse italienne, recevant de sources bien informée, s'acharne sur les liens et le rôle de Louis-Frédéric Ménabréa auprès de Herz. Toutefois, il s'avère que « Ménabréa avait, de 1887 à 1891, adressé trois rapports à Rome, pour qu'on ne donnât rien à Herz » laissant apparaître le rôle décisif de Francesco Crispi dans toute cette affaire. L'affaire est finalement étouffée par le roi, ne laissant pas publier un démenti au général Ménabréa.
Affaibli tant par le divorce de son fils que par l'affaire Herz, il se retire en Savoie, dans sa demeure de Saint-Cassin, dans la proche banlieue de Chambéry.
Louis-Frédéric Ménabréa meurt le 24 mai 1896, à l'âge de 86 ans.
Le gouvernement italien envoie une mission pour la cérémonie des obsèques, dirigée par le général Ettore Pedotti, qui fait un discours, accompagné de représentants des trois armes et d'un haut fonctionnaire de la maison royale, tout comme l'ambassadeur italien, le comte Giuseppe Tornielli Brusati di Vergano. Le maire de Chambéry intervient également. L'État français est représenté par le gouverneur militaire de Lyon.

## Sociétés savantes
Les travaux et la notoriété de Louis-Frédéric Ménabréa lui permettent d'intégrer les portes de nombreuses sociétés savantes, dont la Société italienne des sciences dites des quarante ou encore l'Académie des Lyncéens en 1873.
Il devient membre de l'Académie royale des sciences de Turin, et il est élu en 1839 à l'Académie des sciences, belles-lettres et arts de Savoie, avec pour titre académique Agrégé, puis Effectif (titulaire) le 16 janvier 1845,. Il est également membre correspondant de l'Académie des Sciences en France, en correspondant (section d'Economie rurale), 1809.
Il est fait docteur honoris causa des universités d'Oxford et de Cambridge.

## Décorations
Louis-Frédéric Ménabréa a été décoré de plusieurs ordres savoyards, italiens ou étrangers :

### Décorations italiennes
- Chevalier de l'ordre suprême de la Très Sainte Annonciade[29]. (4 novembre 1866)
- Chevalier grand-croix de l'ordre des Saints-Maurice-et-Lazare (6 octobre 1866). Chevalier le 5 juillet 1848, officier le 27 septembre 1857, commandeur le 10 octobre 1860, grand officier le 29 décembre 1860.
- Chevalier grand-croix de l'ordre de la Couronne d'Italie (22 avril 1868)
- Chevalier grand-croix de l'ordre militaire de Savoie (1er avril 1861). Nommé officier le 12 juin 1856, commandeur le 16 janvier 1860 et grand officier le 3 octobre 1860.
- Chevalier de l'ordre civil de Savoie (31 janvier 1857)
- Médaille d'or de la médaille de la valeur militaire (Italie), « Pour s'être distingué pendant le siège et la prise de Capoue du 2 novembre 1860 » (1er juin 1860)
- Médaille de Saint-Maurice, à titre militaire pour 10 ans d'ancienneté.
- Médaille commémorative de la guerre d'Indépendance italienne
- Médaille commémorative de l'Unité italienne

### Décorations étrangères
- Commandeur de l'ordre de Saint-Joseph (Florence, 16 octobre 1849)
- Commandeur de l'ordre de Charles III d'Espagne (Madrid, 10 décembre 1849)
- Commandeur de première classe de l'ordre du Mérite civil de Saxe (25 avril 1850)
- Commandeur de l'ordre du Christ (Portugal) (Lisbonne, 21 juin 1850)
- Chevalier grand'croix de l'ordre du Dannebrog (20 octobre 1865)
- Chevalier grand'croix de l'ordre de Léopold (Bruxelles, 26 novembre 1865)
- Chevalier grand'croix de l'ordre du Nichan Iftikhar (27 mai 1867)
- Chevalier grand'croix de l'ordre impérial de Léopold (1er juin 1867)
- Chevalier grand'croix de l'ordre de la Tour et de l'Épée (Lisbonne, 8 août 1867)
- Chevalier grand'croix de l'ordre du Sauveur (Athènes, 16 décembre 1867)
- Chevalier grand'croix de l'ordre des Séraphins (Stockholm, 20 août 1873). Ordre reçu en tant qu'ambassadeur extraordinaire lors du couronnement du roi Oscar II.
- Chevalier grand'croix de l'ordre de Saint-Étienne de Hongrie (16 avril 1875)
- Chevalier grand'croix de l'ordre de la Légion d'honneur (Paris, 4 mai 1892). Ordre reçu à titre diplomatique, lorsqu'il quitta son ambassade parisienne.

## Œuvres
- Notions sur la machine analytique de M. Charles Babbage (1842), Bibliothèque universelle de Genève, 41, en ligne et commenté sur BibNum.